# Lista de distritos de Porto Velho

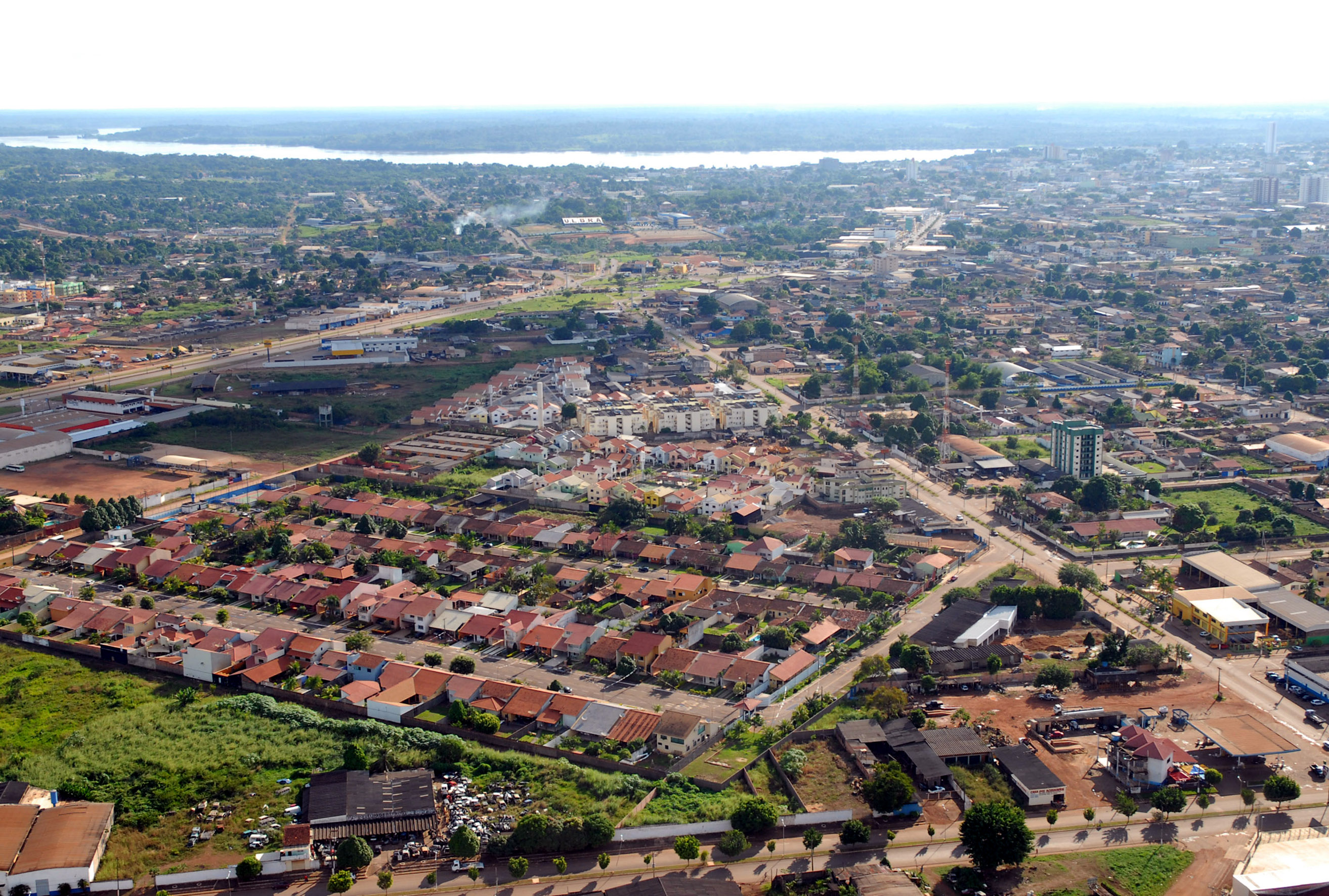
Vista aérea do distrito-sede de Porto Velho

Essa é a lista de distritos de Porto Velho, que são uma divisão oficial do município brasileiro supracitado, capital do estado de Rondônia. As subdivisões estão de acordo com dados dos censos demográficos realizados pelo Instituto Brasileiro de Geografia e Estatística (IBGE). O distrito-sede, que é onde se encontram muitos dos bairros de Porto Velho e o centro da cidade, começou a ser formado por volta de 1907, durante a construção da Estrada de Ferro Madeira-Mamoré.
O atual município foi emancipado pela lei estadual nº 757 de 2 de outubro de 1914, com território desmembrado da Vila de Humaitá, no estado do Amazonas. Pela lei federal nº 5.839 de 21 de setembro de 1943 foi criado o Território Federal do Guaporé, que era composto por Porto Velho e Guajará-Mirim e posteriormente passou a se chamar Rondônia, sendo elevado à categoria de unidade federativa pela lei complementar nº 41 de 22 de dezembro de 1981.
Desde a emancipação de Porto Velho, ocorreram a criação e desmembramento de diversos distritos do município, alguns dos quais deram origem a cidades como Ariquemes e Ji-Paraná. A última emancipação foi de Itapuã do Oeste, desmembrado em 13 de fevereiro de 1992. Posteriormente, a lei nº 1.378 de 29 de novembro de 1999 dispôs sobre a divisão distrital. De acordo com o IBGE, restavam 12 distritos em 2022, sendo que o distrito-sede era o mais populoso, contando com 412 807 habitantes, seguido por Jaci-Paraná, com 11 672 moradores. Alguns, como Extrema e Nova Califórnia, situam-se a mais de 300 km do distrito-sede.

## Distritos de Porto Velho
| Distrito                    | Código IBGE | Habitantes (2022) | Domicílios particulares (2022) | Data de criação        |       |           |       |     |                        |
| --------------------------- | ----------- | ----------------- | ------------------------------ | ---------------------- | ----- | --------- | ----- | --- | ---------------------- |
| Distrito                    | Código IBGE | Habitantes (2022) | Domicílios particulares (2022) | Data de criação        | Abunã | 110020510 | 2 385 | 789 | 21 de setembro de 1943 |
| Calama                      | 110020515   | 2 312             | 678                            | Antes de 1944          |       |           |       |     |                        |
| Demarcação                  | 110020516   | 845               | 248                            | 26 de junho de 1997    |       |           |       |     |                        |
| Extrema                     | 110020517   | 7 171             | 2 304                          | 5 de janeiro de 1998   |       |           |       |     |                        |
| Fortaleza do Abunã          | 110020518   | 474               | 168                            | 21 de novembro de 1985 |       |           |       |     |                        |
| Jaci-Paraná                 | 110020520   | 11 672            | 3 927                          | Antes de 1945          |       |           |       |     |                        |
| Mutum-Paraná                | 110020525   | 7 509             | 2 567                          | 11 de dezembro de 1985 |       |           |       |     |                        |
| Nazaré                      | 110020530   | 607               | 198                            | 26 de junho de 1997    |       |           |       |     |                        |
| Nova Califórnia             | 110020535   | 5 216             | 1 649                          | 21 de novembro de 1985 |       |           |       |     |                        |
| Porto Velho (distrito-sede) | 110020505   | 412 807           | 136 420                        | -                      |       |           |       |     |                        |
| São Carlos                  | 110020540   | 1 176             | 379                            | 21 de novembro de 1985 |       |           |       |     |                        |
| Vista Alegre do Abunã       | 110020545   | 8 260             | 2 578                          | 22 de dezembro de 1981 |       |           |       |     |                        |